# Cylistella
Cylistella là một chi nhện trong họ Salticidae.